# 台湾招潮蟹
台湾招潮蟹（学名：Uca formosensis）为沙蟹科招潮蟹属的动物。分布于台湾等地，生活环境为海水，多生活于潮间带。
其特徵是前額狹窄，背甲前側緣長，步足長節在前三對較寬，第四對則細長; 雄性大螯兩指遠半段幾乎可以密合，後半留有長橢圓型空隙，兩指外側無溝; 掌節外側面具有小而明顯的棘狀突瘤，但不形成大而獨立的突瘤。雄性招潮蟹擁有一隻巨大的螯足，根據 Yamaguchi (1994) 的報告，絕大多數雄性招潮蟹螯足或左或右的機率是一樣的，但是屬於海招潮亞屬 (Thalassuca) 的四角招潮 (Uca tetragonon) 和呼喚招潮 (Uca vocans sspp.)，卻是大螯足在右的機率佔大多數; 同樣歸類於海招潮亞屬的台灣招潮，則跟其他兩種不太相同。具有正常大螯的短螯型 (Brachychelous) 個體佔大多數，再生的大螯則呈細螯型 (Leptochelous)，兩指之間無法密合; 短螯型個體的數目約為細螯型個體的三倍之多。 

## 分布區域
- 棲息地--香山濕地、澎湖青螺、彰化伸港、台中麗水[3]